# 세코 아유무
세코 아유무(일본어: 瀬古 歩夢, 2000년 6월 7일 ~ )는 일본의 축구 선수로 현재 프랑스 리그 1의 르아브르에서 센터백으로 활약하고 있다.

## 구단 경력
그는 2016년 J리그의 세레소 오사카에 입단했다. 2021년까지 67경기에 출전하여, 2득점을 넣었다. 2022년 그라스호퍼 클럽 취리히로 이적했다.

## 국가대표팀 경력
그는 2019년 FIFA U-20 월드컵에 참가할 일본 U-20 국가대표팀에 발탁되었으며, 3경기에 출전했다.
2020년 하계 올림픽에 참가할 일본 U-23 국가대표팀에도 선발되었으나 경기에 출전하지는 못하였다.
2023년 3월 24일 우루과이과의 경기에서 일본 국가대표팀에 데뷔했다.

## 통계
| 일본 | 일본 | 일본 |
| 연도 | 출전 | 득점 |
| ---- | ---- | ---- |
| 2023 | 3    | 0    |
| 2024 | 1    | 0    |
| 통산 | 4    | 0    |